# Valencia BC
Valencia Basket Club is een professioneel basketbalteam in Valencia, Spanje. Het team speelt in de Spaanse competitie en de EuroCup Men. De basketbaltak, onderdeel van Valencia CF en opgericht in 1986, kreeg populariteit onder zijn vroegere benaming Pamesa Valencia.

## Geschiedenis
Op 4 mei 1988 behaalde het team zijn eerste promotie naar de ACB, waar het bleef tot het seizoen 1994/95. In 1995 werd Valencia verbannen naar de EBA League na het degradatie-play-offduel tegen Somontano Huesca. In het volgende seizoen eindigde Valencia als nummer twee in de EBA League. Dat gaf recht op promotie naar de ACB. In 1999 haalde Valencia de finale om de Saporta Cup. Ze verloren van Benetton Treviso uit Italië met 60-64. In 2002 stonden ze weer in de finale. Ze verloren van Montepaschi Siena uit Italië met 71-81. In 2003 haalden ze de finale om de ULEB Cup. Ze wonnen van KK Krka Novo mesto uit Slovenië in twee wedstrijden met 90-78 en 78-76. Valencia behaalde hiermee zijn eerste Europese prijs. In 2010 haalde Valencia weer de finale om de EuroCup Men. Nu wonnen ze van Alba Berlin uit Duitsland met 67-44. In 2012 verloren ze de finale om de EuroCup van Chimki Oblast Moskou uit Rusland met 68-77. In 2014 haalde Valencia weer de finale om de EuroCup. Nu wonnen ze van UNICS Kazan uit Rusland in twee wedstrijden met 80-67 en 85-73. In 2017 speelde Valencia weer in de finale om de EuroCup. Ze verloren over drie wedstrijden van Unicaja Málaga uit Spanje met 2-1. In 2017 won Valencia voor de eerste keer de Spaanse landstitel. Ze wonnen in de finale van Real Madrid met 3-1 in wedstrijden. In 2019 speelde Valencia weer in de finale om de EuroCup. Ze wonnen over drie wedstrijden van Alba Berlin uit Duitsland met 2-1.

## Sponsoringnaamgeving
- Valencia-Blad del Lunes: 1986-1987
- Pamesa Valencia: 1987-2009
- Power Electronics Valencia: 2009-2011
- Valencia BC: 2011-heden

## Erelijst
- ULEB Cup/EuroCup: 2002-03, 2009-10, 2013-14, 2018-19: 4
- Spaanse landstitel: 2016-17: 1
- Spaanse beker: 1997-98: 1
- Spaanse Supercup: 2017: 1